# Fuensanta Nieto
Fuensanta Nieto (* 18. April 1957 in Madrid) ist eine spanische Architektin und Universitätsprofessorin.

## Werdegang
Fuensanta Nieto studierte bis 1983 Architektur an der Universidad Politécnica de Madrid und an der Columbia University in New York City. 1984 gründete sie zusammen mit Enrique Sobejano das Architekturbüro Nieto Sobejano Arquitectos in Madrid und Berlin. Von 1986 bis 1991 leitete sie zusammen mit Enrique Sobejano als Direktorin die spanischen Architekturzeitschrift ARQUITECTURA. Sie lehrte als Internationale Gastprofessorin an der Peter Behrens School of Arts (2009/10) und aktuell als Professorin an der Universidad Europea de Madrid. Sie wurde 2012 in den BDA berufen.

## Wichtige Bauwerke
- Bavaria Towers, München, 2018[1]

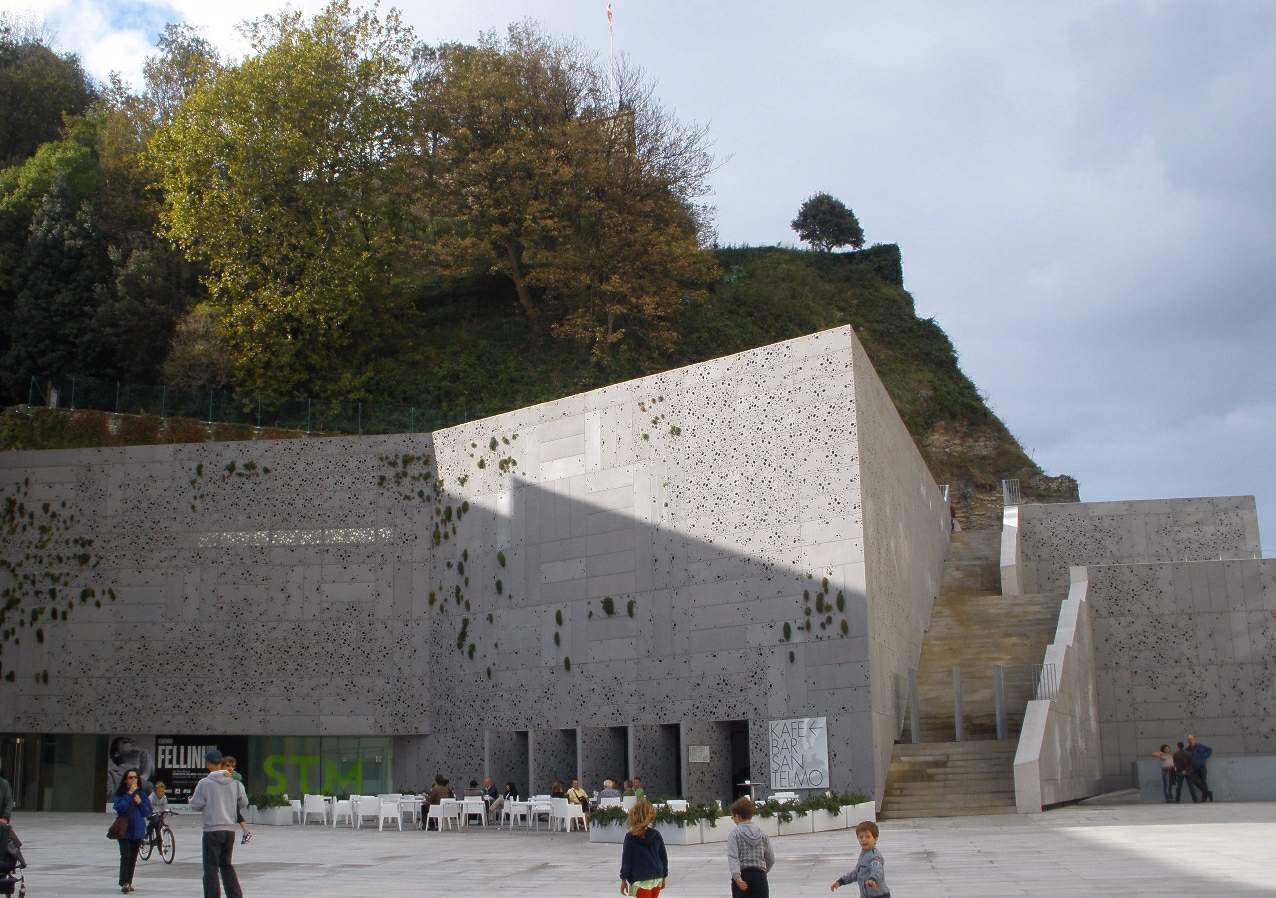
Umbau und Erweiterung Museum San Telmo, San Sebastián, Spanien, 2006–2012

- Universalmuseum Joanneum, Graz, Österreich, 2007–2012, Wettbewerb 1. Preis 2006
- Zentrum für zeitgenössische Kunst (Espacio Andaluz de Creación Contemporánea), Córdoba, Spanien, 2006–2013, Wettbewerb 1. Preis 2005
- Umbau und Erweiterung Museum San Telmo, San Sebastián, Spanien, 2006–2012, Wettbewerb 1. Preis 2005
- Interaktives Museum der Geschichte von Lugo, Spanien, 2007–2011, Wettbewerb 1. Preis 2007
- Museum und Forschungszentrum Madinat al-Zahra, Córdoba, Spanien, 2002–2009, Wettbewerb 1. Preis 2000
- Museum der Kanaren, Las Palmas de Gran Canaria, Spanien, 2008–2012, Wettbewerb 1. Preis 2003
- Erweiterung des Kaufhauses Kastner & Öhler, Graz, Österreich, 2007–2010, Wettbewerb 1. Preis 2005
- Sportzentrum Montecarmelo, Madrid, Spanien, 2007–2009, Wettbewerb 1. Preis 2003
- Museumserweiterung Moritzburg, Halle, Deutschland, 2005–2008, Wettbewerb 1. Preis 2004
- Expo 2008 Auditorium und Kongresszentrum (Palacio de Congresos), Saragossa, Spanien, 2005–2008, Wettbewerb 1. Preis 2005
- Kultur- und Verwaltungszentrum Embarcadero, Cáceres, Spanien, 2003–2005, Wettbewerb 1. Preis 2003
- Nationalmuseum für Bildhauerei Museo Nacional de Escultura, Valladolid, Spanien, 2000–2005, Wettbewerb 1. Preis 2000
- Auditorium und Kongresszentrum Mérida, Spanien, 2002–2004, Wettbewerb 1. Preis 1999
- Castillo de la Luz Museum, Gran Canaria, Spanien, 2003–2004, Wettbewerb 1. Preis 1998

## Auszeichnungen und Preise
- FAIA Honorary fellowship of the American Institute of Architects 2015, USA
- Aga Khan Award for Architecture 2010, Schweiz